# 赫洛貝內
赫洛貝內（烏克蘭語：Глобине，羅馬化：Hlobyne，發音：[ˈɦɫɔbɪne]），或按俄语译为格洛比諾（羅馬化：Globino），是乌克兰中部波爾塔瓦州克雷门丘克区赫洛贝内市镇内的城市及该市镇的行政中心，2020年7月18日前为赫洛貝內區的行政中心。該市距離州府波尔塔瓦97公里，面積17平方公里，海拔高度97米，2022年人口数量为8,955人。

## 图集

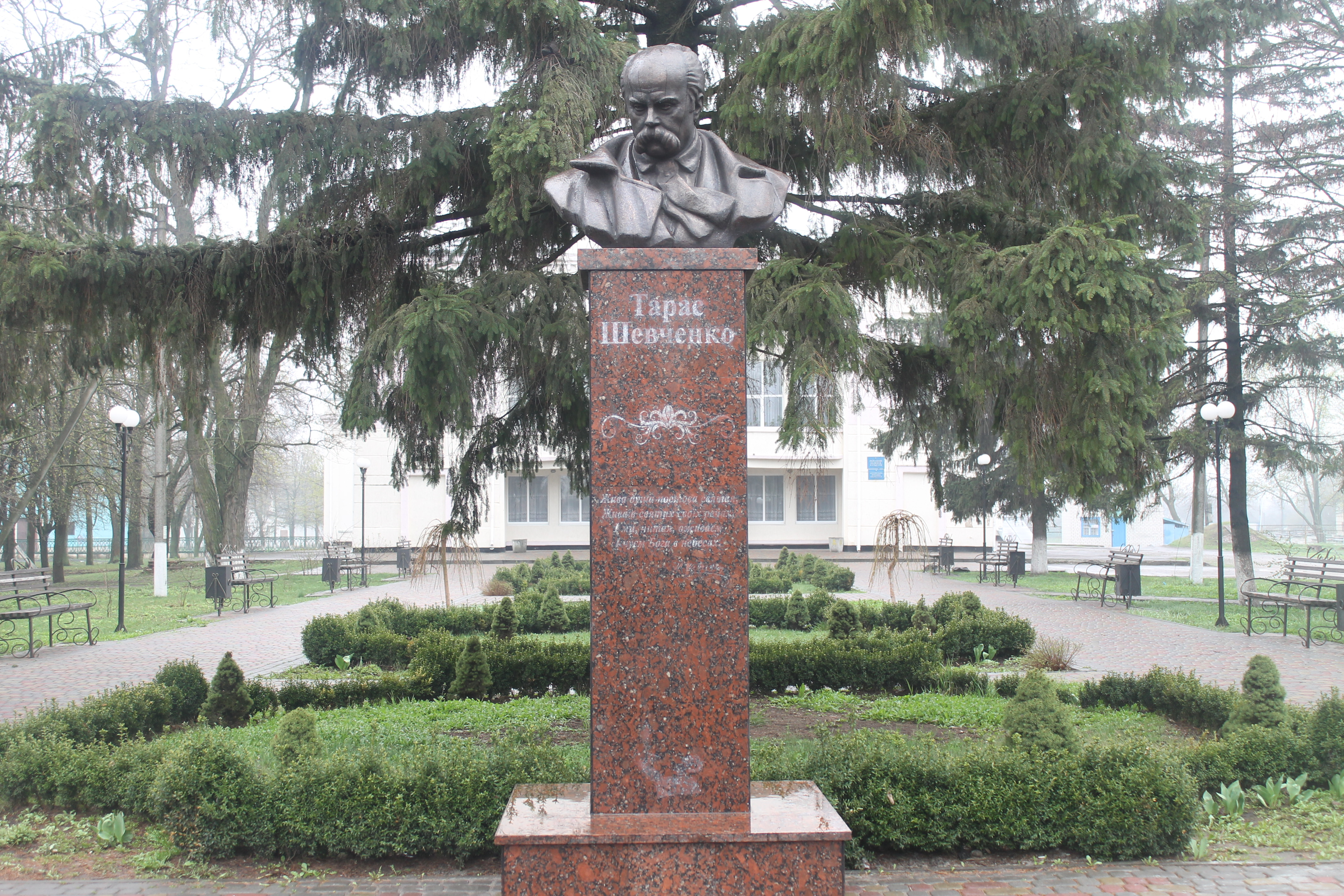
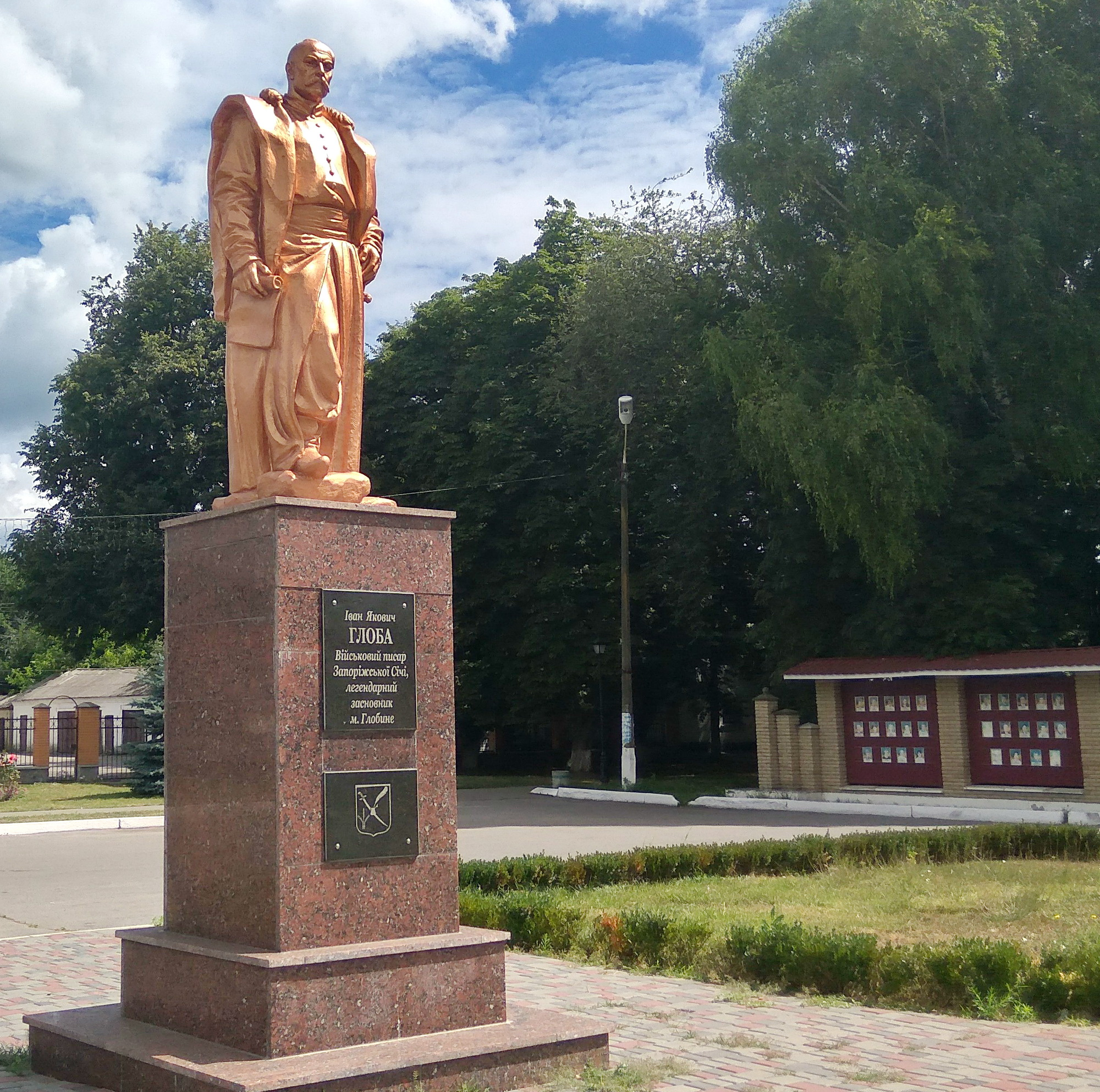